# Vastseliina-kastély
A Vastseliina-kastély (észt nyelven: Vastseliina piiskopilinnus, németül: Neuhausen, oroszul: Novgorodok) a Livóniai Rendhez tartozó Tartui érsekség egykori kastélya, Észtország délkeleti részén, Võrumaa megyében,
Vastseliina községben, Vana-Vastseliina mellett. Az épület 1342-ben épült Burchard von Dreileben, a Kardtestvérek rendje nagymesterének irányításával Terra Mariana, vagy Ó-Livónia határvédelmi erődítéseinek keretein belül.

## Képek

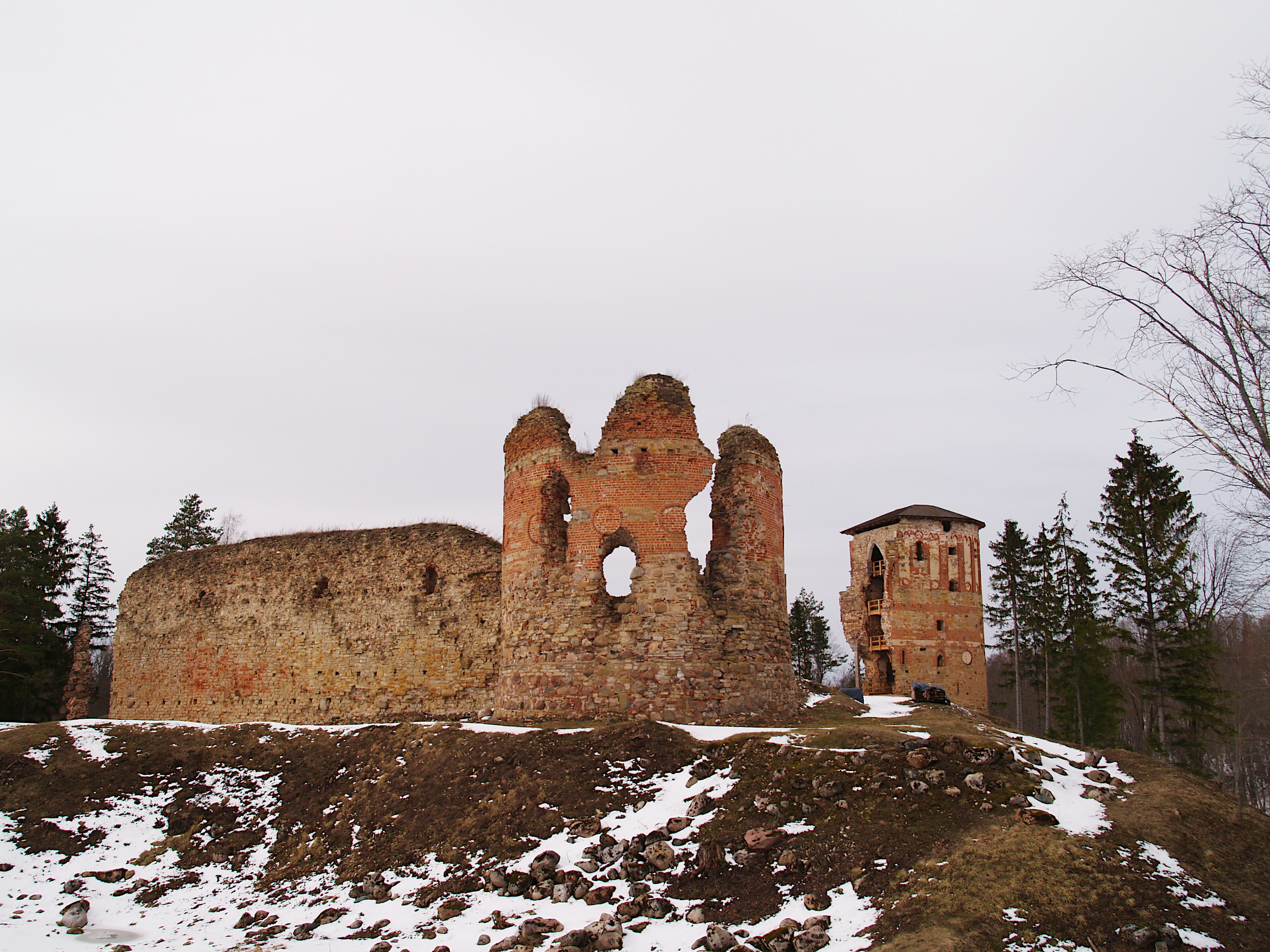
A Vastseliina-kastély látképe
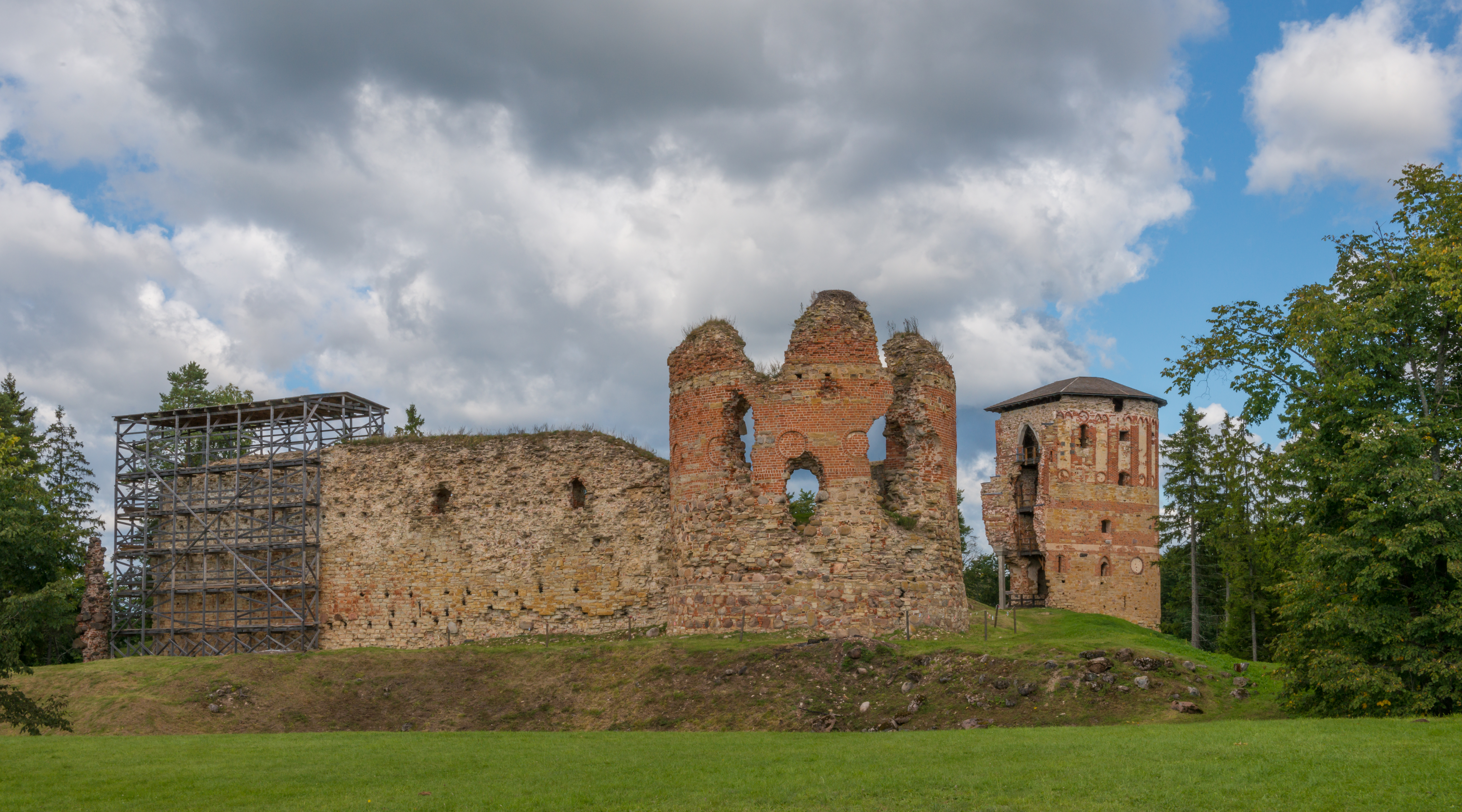
Dél felől
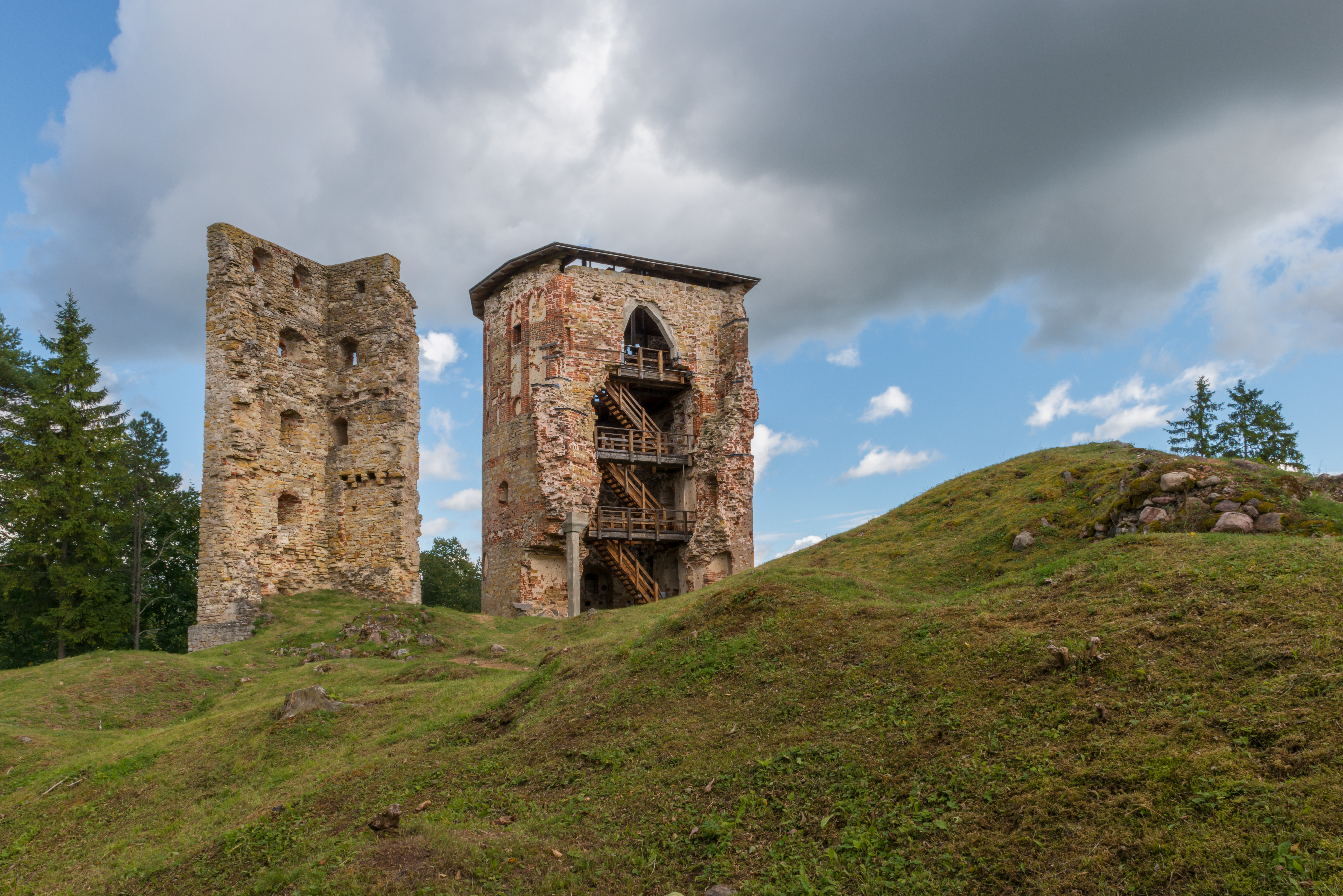
Nyugat felől
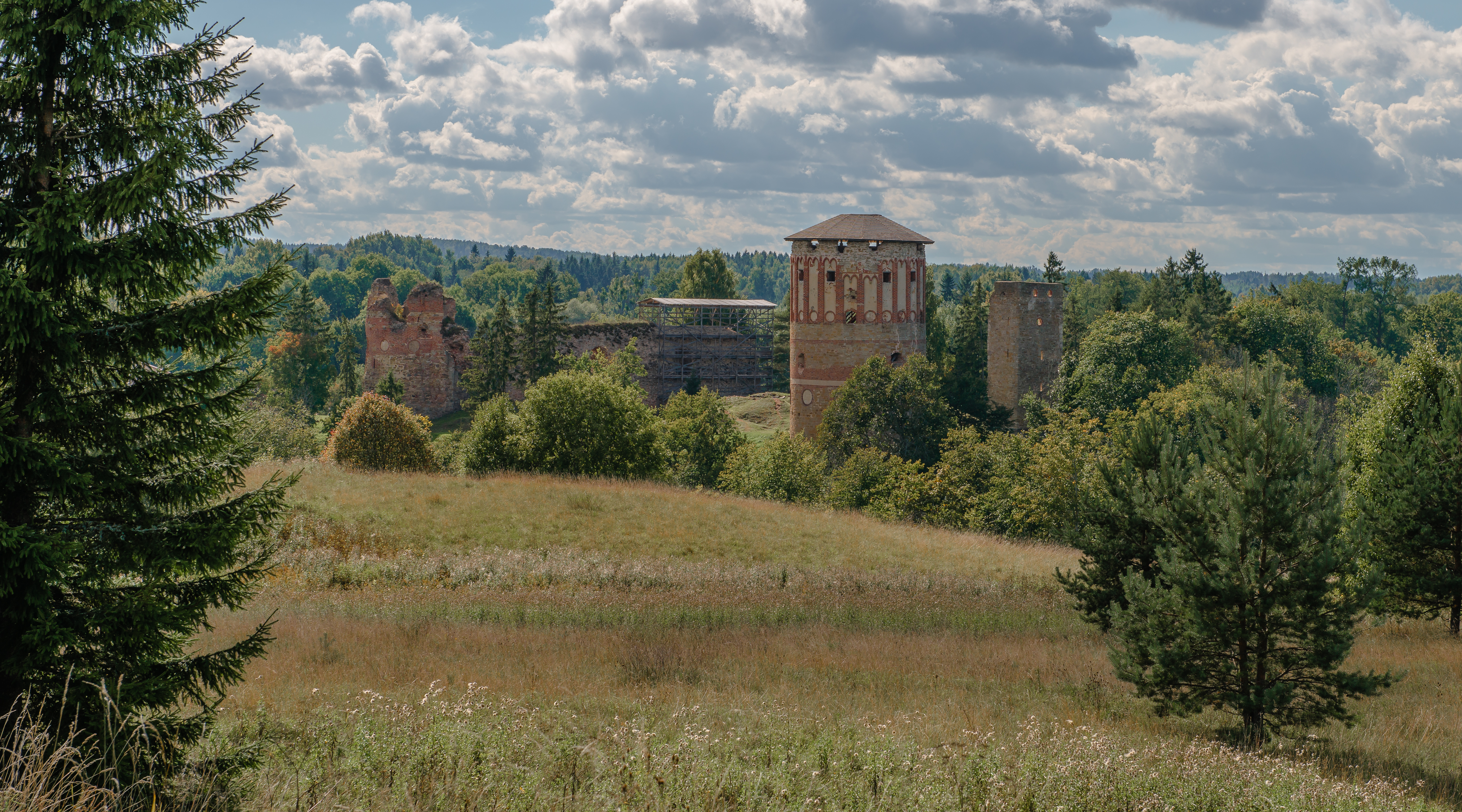
Kelet felől
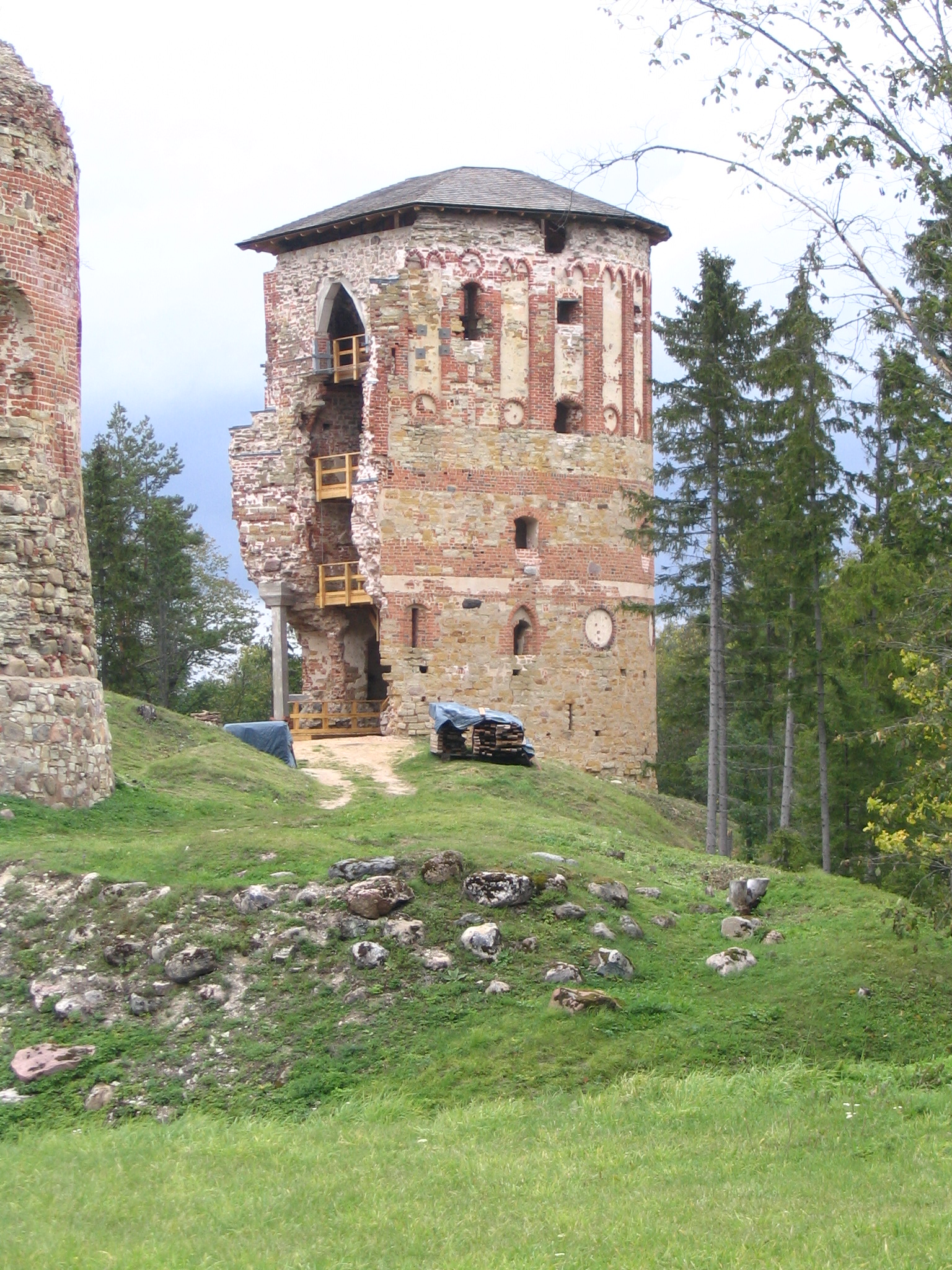
Az északnyugati torony képe
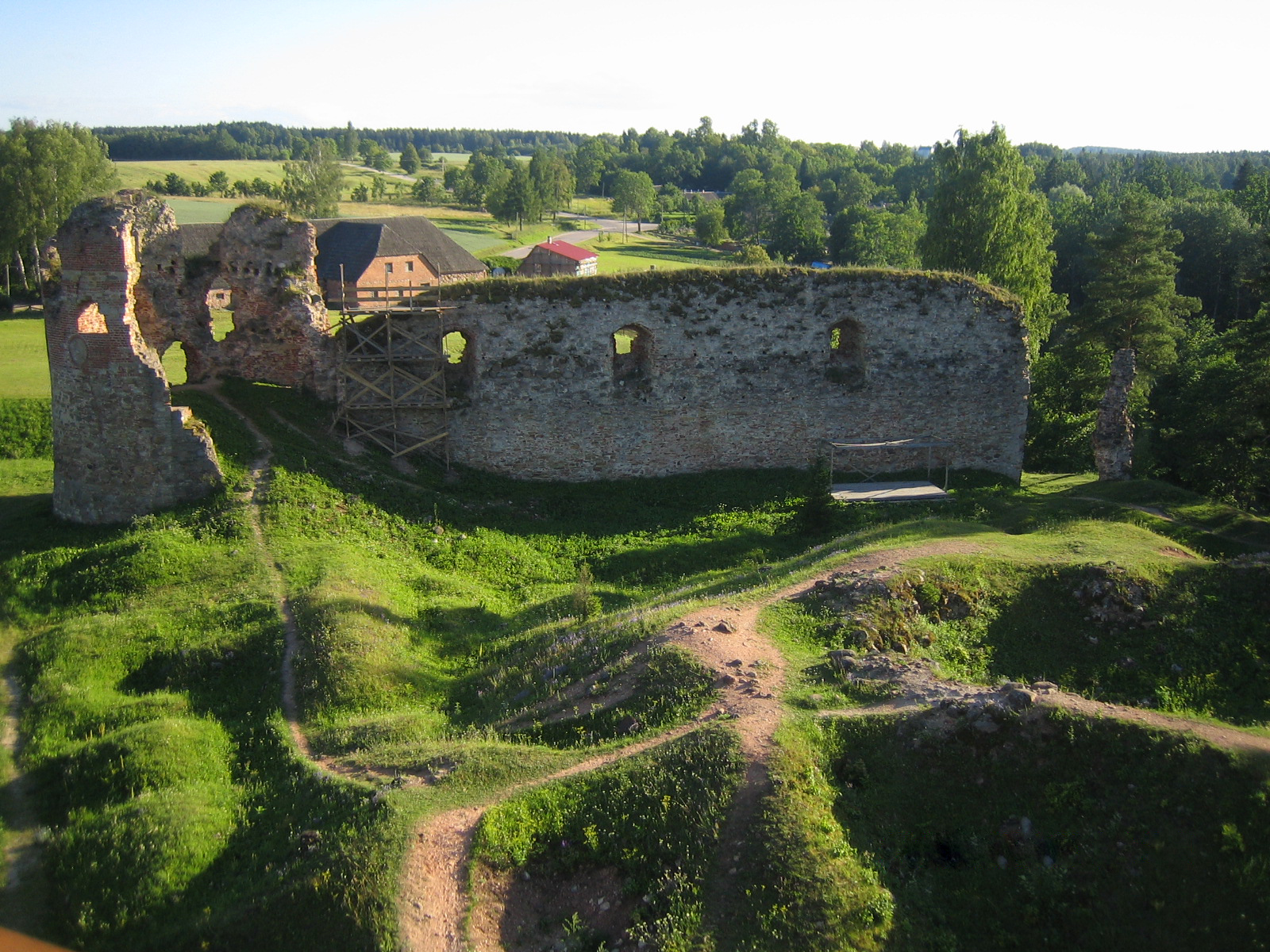
Kilátás az északnyugati toronyból

## Fordítás
Ez a szócikk részben vagy egészben  a   Vastseliina Castle című angol Wikipédia-szócikk ezen változatának fordításán alapul.  Az eredeti cikk szerkesztőit annak laptörténete sorolja fel. Ez a jelzés csupán a megfogalmazás eredetét és a szerzői jogokat jelzi, nem szolgál a cikkben szereplő információk forrásmegjelöléseként.